# ناروی (قمر)

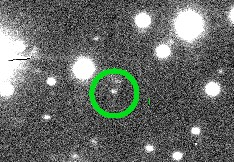
تصویر کشف ناروی

ناروی (به انگلیسی: Narvi)، که با نام زحل ۳۱ هم خوانده می‌شود، از قمرهای سیاره زحل است. این قمر در سال۲۰۰۳ توسط تیمی به سرپرستی اسکات اس.شپرد کشف شد؛ و به نام موقت اس/۲۰۰۳ اس ۱ نامگذاری شد.

## توصیف
ناروی حدود۷ کیلومتر قطر دارد. وبا متوسط مدار ۱۹٬۳۷۱٬۰۰۰ کیلومتر و دوره ۱۰۰۶٫۵۴۱ روز دور زحل می‌چرخد. انحراف آن ۱۳۷ درجه نسبت به دائرةالبروج و (۱۰۹ درجه نسبت به استوای زحل) است. حرکت این قمر رجوعی و خروج از مرکز مدار آن ۰٫۳۲۰ است.

## نامگذاری
این قمر در ژانویه ۲۰۰۵ به نام ناروی غولی از اساطیر اسکاندیناوی نامگذاری شد. نامگذاری در تاریخ ۲۱ ژانویه ۲۰۰۵ توسط IAU گروه کاری سیستم نامگذاری سیارات تأیید شد.